# Blechnum arcuatum
Blechnum arcuatum (lokaal bekend onder de benaming Quil-Quil) is een varen uit de dubbellooffamilie. De soort komt voor in de Aysénregio in het zuiden van Chili en aangrenzende gebieden in Argentinië. De noordgrens van het gebied waar de soort voorkomt wordt gevormd door de rivier de Ñuble. De varen wordt aangetroffen in gebieden van zeeniveau tot op 1300 meter hoogte.
... · 
B. arcuatum (Quil-Quil) · 
B. spicant (Dubbelloof) · 
...